# Гвоздики пишні
{{#ifeq:0|0|{{#if:|{{#if:Dianthussuperbus|[[]}}|}}}}
Гвоздики пишні, гвоздика пишна (Dianthus superbus) — вид рослин з родини гвоздикових (Caryophyllaceae), поширений у Європі й Азії.

## Опис
Багаторічна трав'яниста рослина 25–60 см заввишки; росте в слабкому пучку. Стебло від висхідного до прямого, верхня частина розгалужена, гола, яскраво-зелена. Листки супротивні, без черешка, об'єднані в основі. Листова пластина лінійно ланцетна, з цілими краями, з паралельним жилкуванням. Суцвіття містять від кількох до багатьох квітів, іноді одиночними. Квітки сильно запашні. Віночок радіально-симетричний, від рожевого до світло-пурпурового забарвлення (іноді білий), ≈ 3 см завширшки; вузьких пелюсток 5. Чашечка зрощена, трубчаста, стає вужчою до верху, 5-дольні, часто фіолетові. Тичинок зазвичай 10. Плоди: зеленуваті коробочки з 4 клапанами.

## Поширення
Поширений у Європі й Азії. Населяє піщані та щебенисті річкові береги, берегові луки, скелясті набережні, узбіччя, береги.

## Охоронні заходи
Входить до офіційного переліку регіонально рідкісних рослин Львівської області.